# 派勒特鎮區 (伊利諾伊州弗米利恩縣)
派勒特鎮區（英語：Pilot Township）是位於美國伊利諾伊州弗米利恩縣的一個行政鎮區。

## 地方資料
根據2010年美國人口普查的數據，派勒特鎮區的面積為161.00平方千米，當中陸地面積為161.00平方千米，而水域面積為0.00平方千米。當地共有人口568人，而人口密度為每平方千米3.53人。